# Station Fontaine-Michalon
Fontaine-Michalon is een station in de Franse gemeente Antony en het département van Hauts-de-Seine.

## Het station
Fontaine-Michalon ligt aan RER B en is voor Carte Orange gebruikers een station in zone 4. Het telt twee sporen en twee perrons en ligt tussen de stations Antony en Les Baconnets

## Overstapmogelijkheid
Er is een overstap mogelijk op een aantal buslijnen
- Paladin
  - drie buslijnen

- e-Zybus
  - één buslijn

## Vorig en volgend station
| Richting                    | Vorig station | Lijn  | Volgend station | Richting                                             |
| --------------------------- | ------------- | ----- | --------------- | ---------------------------------------------------- |
| Saint-Rémy-lès-Chevreuse B4 | Les Baconnets | RER B | Antony          | Aéroport Charles de Gaulle 2 TGV B3 Mitry - Claye B5 |